# Manetho
Manetho var en egyptisk präst och historiker som verkade under 200-talet f. Kr. Han är mest känd som författare till ett verk över Egyptens historia som delade in Egyptens härskare i dynastier.
Manetho gavs i uppdrag av den grekiskättade kungen av Egypten, Ptolemaios I Soter eller Ptolemaios II Filadelfos, att sammanställa ett verk över landets historia på grekiska. Detta historieverk, Aegyptiaca, var det första och enda i sitt slag författat under antikens Egypten. Originalutgåvan på tre volymer finns inte bevarad, endast utdrag och kopior finns bevarade från senare författare. Dessa har utsatts för otaliga religiösa revisioner och omskrivningar att det inte går att härleda exakt vad originalet kan ha innehållit. Här följer en sammanfattning av Aegyptiacas utgåvor:
| Utgiven år       | Beskrivning |
| ---------------- | --- |
| cirka 200 f. Kr. | Aegyptica utges i tre volymer.                                                                                       |
| cirka 100 e. Kr. | Josefus kritiserar Aegyptiaca i "Mot Apion". Dessutom står det klart att Josefus inte hade tillgång till originalet. |
| cirka 100 e. Kr. | En epitom (kort sammanfattning) av Aegyptiaca utges.                                                                 |
| cirka 220 e. Kr. | Sextus Julius Africanus använde epitomen som källa för sitt verk "Chronographiai".                                   |
| cirka 330 e. Kr. | Eusebios av Caesarea använde epitomen som källa för sitt verk "Chronicon".                                           |
| cirka 380 e. Kr. | Hieronymus latinska översättning av Eusebios.                                                                        |
| cirka 600 e. Kr  | En Armenisk översättning av Eusebios.                                                                                |
| cirka 800 e. Kr. | Georgios Synkellos ger ut "Ecloga Chronographica". Använde Africanus och Eusebios som källor.                        |

Bara de tre sista överlever till idag.
Manethos egyptiska historia bildade under 1800-talet stommen för rekonstruktionen av det forntida Egypten. Innehållet visade sig dock vara motsägelsefullt både mellan olika kopior av verket och nya arkeologiska upptäckter. Få forskare sätter numera någon större tillit till de legender som Manetho knöt till de egyptiska härskarna. Däremot citeras ofta Manetho i populärvetenskapliga media eftersom hans historia är lättförståelig och ger egyptiska kunganamn ett för västerlänningar enklare grekiskt uttal.

## Listor
Kort sammanställning av namnen och regentlängden på de första faraonerna enligt de två tidiga historikerna, Africanus och Eusebios. 
| enl. Africanus | enl. Africanus | enl. Africanus | enl. Africanus |  | enl. Eusebios | enl. Eusebios | enl. Eusebios | enl. Eusebios |
| Nr             | Grekiska       | Latin          | År             |  | Nr            | Grekiska      | Latin         | År            |
| -------------- | -------------- | -------------- | -------------- |  | ------------- | ------------- | ------------- | ------------- |
| 1              | Μήνης          | Menes          | 62             |  | 1             | Μήνης         | Menes         | 30            |
| 2              | Άθωθις         | Athothis       | 57             |  | 2             | Άθωθις        | Athothis      | 27            |
| 3              | Κενκένης       | Kenkenes       | 31             |  | 3             | Κενκένης      | Kenkenes      | 39            |
| 4              | Οὐενέφης       | Ouenephes      | 23             |  | 4             | Οὐενέφης      | Ouenephes     | 42            |
| 5              | Ούσαφαῖδὸς     | Ousaphaidos    | 20             |  | 5             | Οὐσαφαὴς      | Ousaphaes     | 20            |
| 6              | Μιεϐιδὸς       | Miebidos       | 26             |  | 6             | Nιεϐαὴς       | Niebaes       | 26            |
| 7              | Σεμέμψης       | Semempses      | 18             |  | 7             | Σεμέμψης      | Semempses     | 18            |
| 8              | Βιηνεχὴς       | Bieneches      | 26             |  | 8             | Οὐϐιένθης     | Oubienthes    | 26            |

| enl. Africanus | enl. Africanus | enl. Africanus | enl. Africanus |  | enl. Eusebios | enl. Eusebios | enl. Eusebios | enl. Eusebios |
| Nr             | Grekiska       | Latin          | År             |  | Nr            | Grekiska      | Latin         | År            |
| -------------- | -------------- | -------------- | -------------- |  | ------------- | ------------- | ------------- | ------------- |
| 1              | Βoηθός         | Boethus        | 38             |  | 1             | Βῶχος         | Bochus        | -             |
| 2              | Καιέχως        | Kaiechus       | 39             |  | 2             | Χῶος          | Choos         | -             |
| 3              | Βίνωθρις       | Binothris      | 47             |  | 3             | Βἰοφις        | Biophis       | -             |
| 4              | Τλὰς           | Tlas           | 17             |  | 4             | -             | -             | -             |
| 5              | Σεθένης        | Sethenes       | 41             |  | 5             | -             | -             | -             |
| 6              | Χαίρης         | Chaires        | 17             |  | 6             | -             | -             | -             |
| 7              | Nεφερχέρης     | Nephercheres   | 25             |  | 7             | -             | -             | -             |
| 8              | Σέσωχρις       | Sesochris      | 48             |  | 8             | Σέσωχϱις      | Sesochris     | 48            |
| 9              | Χενερὴς        | Cheneres       | 30             |  | 9             | -             | -             | -             |